# Марс (Гомельская область)
Марс (бел. Марс) — посёлок в Страдубском сельсовете Лоевского района Гомельской области Беларуси.

## География

### Расположение
В 13 км на северо-запад от Лоева, 42 км от железнодорожной станции Речица (на линии Гомель — Калинковичи), в 65 км от Гомеля.

### Гидрография
Рядом расположено Днепро-Брагинское водохранилище.

## Транспортная сеть
Рядом автодорога Лоев — Речица. Планировка состоит из короткой прямолинейной улицы, ориентированной с юго-востока на северо-запад и застроенной двусторонне неплотно деревянными крестьянскими усадьбами.

## История
Основан в начале 1920-х годов переселенцами из соседних деревень на бывших помещичьих землях. В 1930 году организован колхоз «Марс», работала кузница. Согласно переписи 1959 года в составе совхоза «Восток» (центр — деревня Страдубка).

## Население

### Численность
- 1999 год — 18 хозяйств, 25 жителей.

### Динамика
- 1959 год — 116 жителей (согласно переписи).
- 1999 год — 18 хозяйств, 25 жителей.